# El Pueblo
 (avril 2024).
Si vous disposez d'ouvrages ou d'articles de référence ou si vous connaissez des sites web de qualité traitant du thème abordé ici, merci de compléter l'article en donnant les références utiles à sa vérifiabilité et en les liant à la section « Notes et références ».
Pour les articles homonymes, voir Pueblo.
El Pueblo est un journal espagnol de ligne républicaniste édité à Valence, fondé en 1894 par Vicente Blasco Ibáñez et disparu en 1939. Rodrigo Soriano, proche collaborateur d'Ibáñez, en finança la publication.

## Histoire
Très politisé dans ses premières années, lorsqu'il était encore géré par son fondateur, il évolua à partir de 1906 dans la forme et dans les contenus, s'orientant vers une information plus générale, avec davantage d'illustrations et une plus grande attention portée à l'actualité sociale, sans perdre toutefois l'essence de son orientation républicaine. Sous la Dictature de Primo de Rivera (1923-1930), la censure l'obligea à pratiquement abandonner la thématique politique pour se consacrer à des questions de loisirs et de divertissements.
En 1929 le fils du fondateur, Sigfrido Blasco-Ibáñez, en fit l'acquisition et remplaça Félix Azzati à  sa direction. À l'arrivée de la Seconde République espagnole sembla augurer des possibilités de succès pour la publication, mais Sigfrido en fut écarté, et le journal se rapprocha de la Confédération espagnole des droites autonomes (CEDA), modifiant totalement son orientation politique, ce qui l'amena à perdre une part importante de son lectorat traditionnel. Après l'éclatement de la Guerre civile espagnole, sa position favorable aux rebelles nationalistes entraîna sa saisie par les autorités républicaines et l’arrêt de la publication.